# Harmen Krul
Harmen Marinus Krul (Blaricum, 19 mei 1994) is een Nederlandse politicus namens het Christen-Democratisch Appèl (CDA). Sinds 7 februari 2023 zit hij namens die partij in de Tweede Kamer.

## Biografie
Krul ging na het atheneum in dienst bij defensie, als militair. Hij deed zijn intrede in de lokale politiek van Den Helder in 2018. Vier jaar later werd hij als lijsttrekker voor de gemeenteraadsverkiezingen 2022 aangesteld. Krul stond bij de Tweede Kamerverkiezingen van maart 2021 op plaats 21 van de kandidatenlijst van het CDA, wat niet voldoende was om rechtstreeks gekozen te worden. Op 7 februari 2023 werd hij alsnog geïnstalleerd als lid van de Tweede Kamer in de vacature die ontstond door het aftreden van Raymond Knops.
Krul is tevens officier (luitenant-ter-zee) bij de Koninklijke Marine.